# Posse cut
Posse cut – rodzaj piosenki hip-hopowej z udziałem czterech lub więcej raperów występujących kolejno po sobie. Początki tej formy sięgają początku lat 80. XX w., kiedy to utytułowani wykonawcy zapraszali do współpracy przyjaciół umożliwiając im pozyskanie szerszego grona odbiorców. Na początku lat 90., a także w latach późniejszych posse cut uległ rozpowszechnieniu w formie „all-star”, wyłącznie z udziałem popularnych wykonawców oraz jako forma integracji lokalnych scen hip-hopowych. Według książki How to Rap: The Art & Science of the Hip-Hop MC Paula Edwardsa przykładem klasycznego posse cut jest utwór The Anthem, duetu Sway & King Tech z gościnnym udziałem takich wykonawców jak RZA, Eminem, Tech N9ne, Xzibit, Pharoahe Monch, Kool G Rap, Jayo Felony, Chino XL oraz KRS-One.

## Przykłady
- 1988 – „The Symphony” – Marley Marl gościnnie: Masta Ace, Craig G, Kool G Rap i Big Daddy Kane[2]
- 1997 – „Język polski” – Wzgórze Ya-Pa 3 gościnnie: Radoskór, Kaliber 44, Jajonasz[3]
- 1997 – „Wspólna scena” – Bitter, Borixon, Dziker, Malik BJ, Mleko, Pyskaty, Radoskór, Tede, Wojtas i Zajka[4]
- 2000 – „Idź za ciosem” – Mor W.A. gościnnie: Młody Łyskacz, Sokół, Włodi, Fu[3]
- 2000 – „2 kilo” − Paktofonika gościnnie: OnAnOn, Laki, Dike, L.O, Kams
- 2001 – „Powrót do esensji” – Stare Miasto gościnnie: Eldo, Pezet[3]
- 2001 – „I moje miasto złą sławą owiane” – Peja/Slums Attack gościnnie: Ascetoholix, Owal/Emcedwa, Mezo, Hans, Anymaniakh, Da Blaze, Wiśniowy[3]
- 2005 – „Jest nas wielu” – Greenjolly, Ascetoholix, Duże Pe, Mezo, Owal/Emcedwa i 52 Dębiec[4]
- 2005 – „U ciebie w mieście 2" – Vienio i Pele, JWP, Pezet, O.S.T.R., Lil Dap[3]
- 2006 – „Reprezentuję siebie” – Bez Cenzury gościnnie: JWP, THS Klika, Wigor, Sokół, Jacenty, Lui, Hemp Gru, Fu, Pokój z Widokiem na Wojnę, Pyskaty, Yogi[5]
- 2006 – „Znasz mnie” – Łona, Duże Pe, 2cztery7, Dizkret, Flexxip, Pan Wankz[3]
- 2007 – „Stoprocent Tour” – Peja, Gural, Kaczor, Pih, Borixon, Kajman, Sobota i Miodu[3]
- 2007 – „7122” – Emazet/Procent gościnnie: WN/Drutz[3]
- 2010 – „Bez granic” – Pyskaty gościnnie: Fokus, Małolat, Łona, Fu, Ten Typ Mes, Tomiko, Termanology, O.S.T.R., Ero, Eldo[3]
- 2011 – „Głos Wielkopolski” – Slums Attack gościnnie: RY 23, Paluch, Śliwa, Kubiszew, Kobra, Gandi Ganda i Medi Top Glon[6]
- 2011 – „Zemsty nadejdzie czas 2" – NON Koneksja, Żary, Hudy HZD, Quebonafide, Razem Ponad Kilo, Official Vandal, Damian WSM, Arturo JSP, Popek, Kłyza, Peja, Nizioł, Jongmen, Narczyk, Arczi, Zgrzyt, Kafar, Jasiek MBH, Chips[5]
- 2014 – „Posse cut” – White House X 71[5]
- 2015 – „Pan Czlajn 01" – Solar gościnnie: SB Maffija[5]
- 2020 – „Rolling 50 deep” – DJ Kayslay gościnnie: Sheek Louch, Styles P, Benny the Butcher, Bun B, Ghostface Killah, Raekwon, AZ, Papoose, Ransom, Memphis Bleek, M.O.P., Dave East, 3D Na’Tee, Joell Ortiz, Saigon, Mistah F.A.B., Chris Rivers, Jon Connor, Twista, E-40, Nino Man, Shoota, Mysonne, Sauce Money, Ice-T, Trick-Trick, RJ Payne, E-A-Ski, Fred the Godson, Loaded Lux, Termanology, Outlawz, Lock Smith, Cassidy, Maino, Vado, Rock, DJ Paul, Gruff And Spit, Uncle Murda, Cory Gunz, Melle Mel, Grandmaster Caz, Trae Tha Truth, Bynoe, Hocus45th, Royce da 5'9"[7]
- 2021 – „Rolling 110 deep” – DJ Kayslay gościnnie: Sheek Louch, Styles P, Dave East, Crooked I, Black Thought, Conway the Machine, Raekwon, Ghostface Killah, Inspectah Deck, Papoose, Loaded Lux, AZ, Bun B, Fred The Godson, Jim Jones, Ransom, Rah Digga, M.O.P., Trae The Truth, Joell Ortiz, Lord Tariq and Peter Gunz, Cory Gunz, Shaquille O’Neal, Roy Jones Jr., Kool DJ Red Alert, Redman, Young Buck, MC Serch, Big Daddy Kane, MC Shan, KRS-One, Jon Conner, Twista, Drag-On, Chris Rivers, Nino Man, Lock Smith, 3D Na’Tee, Trick-Trick, Tragedy Khadafi, E-A-Ski, Cassidy, Freddie Foxxx, Gillie The King, Ice-T, Treach, Kool G Rap, Lil Cease, RJ Payne, J.R. Writer, Shoota 93, Ms. Hustle, Vado, Mysonne, Mistah F.A.B., Saigon, Melle Mel, Grandmaster Caz, Havoc, Tracey Lee, Outlawz, Herb Gruff And Spit, Sickflo, Onyx, Ras Kass, Termanology, DJ Doowop, Junior Reid, Oun P, Merkules, Wais P, Maino, Uncle Murda, PT Capone Mobstyle, Mike Cee, Royal Flush, Super Lover Cee, Page Kennedy, Rock, Gunplay, Brand Nubian, Sonja Blade, Coke La Rock, Nice & Smooth, Consequence, Millyz, OT The Real, Ron Artest, Kaflow, Tone Trump, Hocus 45th, Omar Epps, Bodega Bams, Bynoe, Ptkny, Aobie, Sporty Thievz, Tony Moxberg, Styleon, Chuck D, Sauce Money[8]
- 2022 – „Puk Puk! Kto tam?” – Ero gościnnie: Hemp Gru, Onar, Hazzidy, M Dizzy, Berson, Włodi, WdoWa, Tobik, Kafar, Kuba Knap, Miki JWP, Czerwin TWM, Pękacz, Pyskaty, Louis Villain, Łajzol, eRHa, Szczur ZSW, Kwiatek Haze, Wigor, INKG, Merd[9]
- 2023 – „Rolling 200 deep” – DJ Kayslay gościnnie: Sheek Louch, Snoop Dogg, Raekwon, Papoose, Bun B, Millyz, Dave East, Run-D.M.C., Jim Jones, AZ, Sha Rock, Ice-T, Freeway, Maino, Nems, Royal Flush, Grandmaster Caz, Cassidy, King Flo, DJ Spindarella, Cory Gunz, KXNG Crooked & Joell Ortiz, M.O.P., Coke La Rock, Sauce Money, RJ Payne, Uncle Murda, Whispers, Keen Streetz, Piff Jones, Nero Ron, Large Proffesor, OT the Real, Paul Wall, Nino Man, Mic Geronimo, Ransom, Ms. Hustle, Melle Mel, Shoota 93, Ras Kass, DJ Doowop, Haddy Racks, Kid Capri, Bynoe, Kool Keith, GTB King Card, B-Real, Herb Gruff And Spit, Knick Gunz, Tony Touch, Vado, Grand Puba, Axel Leon, Smooth Da Hustler, Trigga Tha Gambler, Slim Dyme, Big Daddy Kane, Shyheim, Oun P, Page Kennedy, PRAYAH, Tony Yayo, Double X Posse, Big Noyd, Head Ice, E-A-Ski, Sadat X, Artifacts, Brillo, Daddy-O, Chi-Ali, Tragedy Khadafi, Twista, Goodie Mob, Outlawz, Hocus 45th, Billboard Baby, The Hoodies, China Mac, E. Ness, DJ Paul, Jack Frost, Kaflow, Majesty, Neek The Exotic, Pretty Tone Capone, O.C., Termanology, Tony Moxberg, Wais P, Talk It Trigga, ZipWithTheDrip, Treach, Rah Digga, Mysonne, Jon Connor, Jae Millz, Rock, Smif-n-Wessun, Skyzoo, Playboy Mikey D, Tone Trump, Lock Smith, Big T, Saigon, Sha Queen, Peter Gunz, King Bliss, Corporal AK, The Legion, DV Alias Kryst, Nutso, Waterbed Kev, Torae, Mickey Factz, Young Buck, 88 Lo, Smooth B, King Malachi, Master Rob, Vita, Merkules, Nytro, Iron Sheikh, Bishop Lamont, Capitalist, Jade Diamonds, Sparky D, Onyx, Paula Perry, Tah Mel, Da Inphamus Amadeuz, Cortez Bodega, Superstar Floss, Innocent?, MC TNT, Tracey Lee, Aobie, Kurtis Blow, Lady Katz, MC Globe, Tony Sunshine, Imam Thug, Mistah F.A.B., Layzie Bone, Lazarus, Neek Da Skittz, J.R. Writer, Terror van Poo, Itbizkit, Dyce Payso, Klass Murda, MC Rayvon, Johnny Wa, Chip Fu, Iman Shumpert, J SOS, Manolo Bandz, Kitty Gata, Ghostface Killah, Sporty Thievz, Trae Tha Truth, Don Q, T.I., KRS-One, E-40, MC Serch[10]